# Andalucía en la Historia
Andalucía en la Historia es una publicación generalista de divulgación histórica con periodicidad trimestral editada desde 2003 por el Centro de Estudios Andaluces (CENTRA), fundación pública sin ánimo de lucro dependiente de la Junta de Andalucía.  
La revista, clasificada en Humanidades, está escrita por historiadores, archiveros, investigadores, periodistas y otros profesionales. Aborda temas que van desde la Prehistoria hasta la Historia del Tiempo Presente en Andalucía. Con rigor académico, pero sin descuidar su carácter divulgativo, la publicación fomenta el estudio, conocimiento y disfrute de la historia andaluza. Aspira a dar a conocer episodios de la historia andaluza y los lugares y protagonistas que los inmortalizaron, planteando asimismo respuestas científicas a las preguntas del público sobre temas de interés general.
Se elaboran cuatro números al año. La revista se edita en papel y se adquiere en quioscos de Andalucía. También se puede obtener por suscripción anual, que incluye el envío de los cuatro números a domicilio. Todos sus números, a excepción de los editados el último año, están disponibles para su libre descarga en formato pdf en desde la página web de la revista.
La publicación del primer número de la revista se produjo en enero de 2003, dedicado a Almanzor. En enero de 2022 vio la luz el número 74, que entre otros temas de interés incluyó la historia del flamenco coincidiendo con la celebración del Centenario del célebre Certamen de Flamenco organizado en Granada por Manuel de Falla y Federico García Lorca.
En 2023, Andalucía en la Historia celebra su vigésimo aniversario.